# Halina Aszkiełowicz
Halina Aszkiełowicz (Wojno), née le 4 février 1947 à Słupsk et morte le 22 juin 2018, est une joueuse de volley-ball polonaise.

## Carrière
Halina  Aszkiełowicz participe aux Jeux olympiques de 1968 à Mexico. Elle remporte la médaille de bronze avec l'équipe nationale de Pologne lors de cette compétition.
Elle est aussi vice-championne d'Europe en 1967 et médaillée de bronze au Championnat d'Europe de volley-ball féminin 1971.